# Warcisław IX
Warcisław IX (ur. 1395? lub między 1395 a 1400, zm. 17 kwietnia 1457) – książę wołogoski i zjednoczonego księstwa (ziemie: wołogoska, bardowska i rugijska), z dynastii Gryfitów, starszy syn Barnima VI i Weroniki.

## Życie i panowanie
Po śmierci ojca objął władzę wraz z bratem Barnimem VII, jednak z powodu ich niepełnoletności do swojej śmierci w 1415 władzę sprawował stryj, Warcisław VIII. Po jego śmierci Warcisław IX wraz z wdową po stryju, Agnieszką, sprawował do 1425 regencję w imieniu brata i kuzynów, Barnima VIII i Świętobora II. Na soborze w Konstancji w 1417 otrzymał kraj w lenno od Zygmunta Luksemburskiego, króla niemieckiego. W 1421, pod naciskiem głównych miast księstwa wystawił w Strzałowie dokument ustanawiający sąd suchedniowy – doraźny sąd dla sprawców rozbojów i zakłócania miru publicznego.
6 grudnia 1425 po kolejnym podziale Księstwa Wołogoskiego współrządził wraz z bratem Barnimem VII (Starszym) Psiarzem nad ziemiami, które obejmowały Wołogoszcz, Greifswald, Dymin, Gützkow, zamki wkrzańskie oraz dobra położone w Danii. Po śmierci brata i kuzynów w roku 1451 zjednoczył dzielnice wołogoską, bardowską i rugijską.
U schyłku swego życia książę zjednoczonego księstwa poczynił starania o założenie Uniwersytetu w Greiswaldzie. Powstanie wyższej uczelni datuje się na 29 maja 1456, kiedy pp. Kalikst III wystosował bullę, która powoływała uniwersytet do życia. Opiekę nad uczelnią sprawowali książęta pomorscy, a ekonomiczną specjalnie powołana fundacja im. św. Mikołaja.
Zmarł z powodu duszności w dzień Wielkanocy – 17 kwietnia 1457 w Wołogoszczy lub myśliwskim zameczku w Darsin. Miejsce jego pochówku jest nieznane, choć w literaturze przedmiotu podawana jest informacja za J. Bugenhagenem, że pochówek nastąpił w Wołogoszczy w tamtejszym kościele św. Piotra.

## Rodzina
Warcisław IX był żonaty z Zofią, córką Eryka IV i Zofii brunszwickiej. Ze związku małżeńskiego miał troje lub czworo dzieci:
- Elżbietę (ur. ok. 1420, zm. 7 kwietnia 1473) – ksienię w Krumminie oraz Bergen,
- Eryka II (ur. w okr. 1418–1425 lub poźn., zm. 5 lipca 1474) – księcia wołogoskiego, słupskiego i szczecińskiego,
- Warcisława X (ur. ok. 1435, zm. 17 grudnia 1478) – księcia bardowskiego, rugijskiego i wołogoskiego,
- Krzysztofa (ur. ?, zm. ok. 1450) – zmarłego w młodości[8].

### Genealogia
| Warcisław VI (Jednooki) ur. 1346 zm. 13 VI 1394 | Warcisław VI (Jednooki) ur. 1346 zm. 13 VI 1394 |                                                      |                                                      | Anna ur. najwcz. 1347 zm. po 14 III 1399 | Anna ur. najwcz. 1347 zm. po 14 III 1399 |  |  | Fryderyk V? ur. 3 III 1333 zm. 21 I 1398 | Fryderyk V? ur. 3 III 1333 zm. 21 I 1398 |                                                              |                                                              | Elżbieta? ur. ? zm. ? | Elżbieta? ur. ? zm. ? |
|                                                 |                                                 |                                                      |                                                      |                                          |                                          |  |  |                                          |                                          |                                                              |                                                              |                       |                       |
|                                                 |                                                 |                                                      |                                                      |                                          |                                          |  |  |                                          |                                          |                                                              |                                                              |                       |                       |
|                                                 |                                                 | Barnim VI ur. w okr. 1365–1372 zm. 22 lub 23 IX 1405 | Barnim VI ur. w okr. 1365–1372 zm. 22 lub 23 IX 1405 |                                          |                                          |  |  |                                          |                                          | Weronika ur. w okr. 1367–1374? zm. 1405 lub przed 22 IX 1408 | Weronika ur. w okr. 1367–1374? zm. 1405 lub przed 22 IX 1408 |                       |                       |
|                                                 |                                                 |                                                      |                                                      |                                          |                                          |  |  |                                          |                                          |                                                              |                                                              |                       |                       |
|                                                 |                                                 |                                                      |                                                      |                                          |                                          |  |  |                                          |                                          |                                                              |                                                              |                       |                       |
|                                                 |                                                 |                                                      |                                                      |                                          |                                          |  |  |                                          |                                          |                                                              |                                                              |                       |                       |

|                                     |                                     | Zofia ur. najwcz. 1374 zm. 1462 OO w okr. 1416–1420   | Zofia ur. najwcz. 1374 zm. 1462 OO w okr. 1416–1420   | Warcisław IX (ur. 1395? lub w okr. 1395–1400, zm. 17 IV 1457) | Warcisław IX (ur. 1395? lub w okr. 1395–1400, zm. 17 IV 1457) |                              |                              |  |  |
|                                     |                                     |                                                       |                                                       |                                                               |                                                               |                              |                              |  |  |
|                                     |                                     |                                                       |                                                       |                                                               |                                                               |                              |                              |  |  |
|                                     |                                     |                                                       |                                                       |                                                               |                                                               |                              |                              |  |  |
| Elżbieta ur. ok. 1420 zm. 7 IV 1473 | Elżbieta ur. ok. 1420 zm. 7 IV 1473 | Eryk II ur. w okr. 1418–1425 lub poźn. zm. 5 VII 1474 | Eryk II ur. w okr. 1418–1425 lub poźn. zm. 5 VII 1474 | Warcisław X ur. ok. 1435 zm. 17 XII 1478                      | Warcisław X ur. ok. 1435 zm. 17 XII 1478                      | Krzysztof ur. ? zm. ok. 1450 | Krzysztof ur. ? zm. ok. 1450 |  |  |

### Opracowania
- Kazimierz Kozłowski, Jerzy Podralski, Gryfici. Książęta Pomorza Zachodniego, Szczecin: Krajowa Agencja Wydawnicza, 1985, ISBN 83-03-00530-8, OCLC 189424372. Brak numerów stron w książce
- Edward Rymar, Rodowód książąt pomorskich, Szczecin: Książnica Pomorska im. Stanisława Staszica, 2005, ISBN 83-87879-50-9, OCLC 69296056. Brak numerów stron w książce
- Szymański J.W., Książęcy ród Gryfitów, Goleniów – Kielce 2006, ISBN 83-7273-224-8.
- Zientara B., Okres III: Rozdrobnienie feudalne (1295-1464), [w:] Labuda G. (pod red.), Dzieje Pomorza, T. I, cz. 2, Poznań 1969.

### Opracowania dodatkowe (online)
- Bär M., Wartislav IX., Herzog von Pommern-Wolgast (niem.) [w:] NDB, ADB Deutsche Biographie (niem.), [dostęp 2012-06-17].
- Madsen U., Wartislaw IX. Herzog von Pommern-Wolgast (niem.), [dostęp 2012-06-17].